# Jan Luzjański
Jan Luzjański (ur. przed 1470 – zm. w kwietniu 1551), herbu Luziański, m.in.: wojewoda chełmiński (od 1514), wójt biskupi (od 1512, burgrabia reszelski od  1520, członek Rady Prus Królewskich.

## Rodzina
Syn Marcina Merkelingerode z rodziny przybyłej w XIV wieku z Harzu do Prus Książęcych, który po nabyciu wsi  Lossainen przybrał nazwisko von Lossainen. Marcin był burgrabią zamku biskupów warmińskich w Reszlu. Matka Elżbieta Kościelecka pochodziła z wpływowego rodu Kościeleckich wywodzących się z Kościelca. 
Najbardziej znany z rodziny Luzjańskich był jego brat biskup Fabian Luzjański.
Do dóbr rodzinnych Luzjańskich należały:Luzyany, Moldditten i Makohlen.

## Kariera
Jan Luzjański od 1512 (roku objęcia diecezji warmińskiej przez Fabiana) zostaje wójtem biskupim. Po objęciu urzędu wojewody chełmińskiego w 15 września 1514, który pełnił do śmierci w kwietniu 1551, w roku 1515 zrzeka się funkcji wójta warmińskiego. W latach 1520–1525 był burgrabią reszelskim (najprawdopodobniej po zmarłym, mniej znanym bracie Albrechcie).
Król Zygmunt I Stary w roku 1514 powierzył mu starostwo radzyńskie.

## W kręgu polityki
Czynnie uczestniczył w wojnie  1519-1521. Wówczas w 1520 otrzymał od króla zamek w Działdowie, znajdujący się na terenie Prus Zakonnych zajętym przez Polskę.
W 1526  towarzyszył królowi Zygmuntowi Staremu w czasie jego pobytu w Gdańsku, kiedy Jerzy I i Barnim IX Pobożny otrzymali w lenno ziemię lęborsko-bytowską.
W roku 1530 uczestniczył w koronacji króla Zygmunta Augusta w Krakowie.